# Guemps
Guemps és un municipi francès, situat al departament del Pas de Calais, dins la regió dels Alts de França. L'any 1999 tenia 882 habitants.
Guemps es troba al nord del departament del Pas de Calais, al cantó d'Audruicq, que al seu torn forma part del districte de Saint-Omer.